# Chen Xilian
Chen Xilian (cinese: 陈锡联; pinyin: Chén Xīlián) (Huanggang, 4 gennaio 1915 – Pechino, 10 giugno 1999) è stato un generale e politico cinese.
Fu un alto ufficiale dell'Esercito Popolare di Liberazione della Repubblica Popolare Cinese, nonché dirigente del Partito Comunista Cinese.

## Biografia

### L'avvicinamento al comunismo e la guerra civile
Chen nacque a Huanggang, nella provincia dello Hubei, nel 1915. Nel 1929, a soli 14 anni, si unì al distaccamento locale dell'Armata Rossa Cinese, quindi entrò nella Lega della Gioventù Comunista Cinese l'anno successivo.
Negli anni trenta, Chen servì nella 4ª Armata del Fronte dell'EPL come istruttore politico e responsabile delle comunicazioni, ma già nel 1934 venne promosso a commissario politico di reggimento. Servì a lungo sotto Zhang Guotao, poi sotto Xu Xiangqian e Li Xiannian (futuri ministro della Difesa e presidente della Repubblica). Prese parte alla Lunga Marcia sul lato occidentale, combattendo contro i signori della guerra del Sichuan. Poco prima del termine della Marcia, Chen subì un'amara sconfitta da parte della cavalleria musulmana di uno dei signori della guerra, ma riuscì a ritirarsi.
Una volta raggiunta Yan'an alla fine del 1935 e ottenuto il rango di comandante di divisione, Chen si trovò coinvolto nella lotta fra Mao Zedong e Zhang Guotao e si schierò dalla parte del primo, dopo un iniziale supporto al suo precedente superiore. Venne quindi assegnato alla 129ª Divisione dell'Armata dell'Ottava Linea.
Il 9 ottobre 1937, al comando della prima colonna del 769º Reggimento, Chen attaccò l'aeroporto di Yangmingbao, controllato dai giapponesi, dove le sue truppe distrussero 24 aeroplani e uccisero più di 100 soldati nemici. Questa vittoria alleviò la minaccia di attacco aereo su un punto fondamentale del fronte di guerra dell'EPL.

### Verso la vittoria
Nell'estate del 1940, l'unità di Chen partecipò all'Offensiva dei cento reggimenti (al fianco dell'Esercito Rivoluzionario Nazionale del Kuomintang) vicino Taiyuan, che si concluse con una totale disfatta giapponese. Il suo commissario politico era Xie Fuzhi, futuro ministro della Pubblica Sicurezza.
Dopo un breve periodo di studi presso la Scuola Centrale del Partito Comunista Cinese (nel 1943), Chen divenne comandante del Secondo Sottodistretto Militare del Hebei meridionale, nel settembre 1945. La sua 385ª Brigata si unì alle brigate locali per formare la 7ª Brigata, che diventerà successivamente la 3ª Colonna dell'Esercito di Campo delle Pianure Centrali. Qui Chen conobbe molti ufficiali, a partire dal vicecomandante Zeng Shaoshan, che avrebbero servito sotto di lui per parecchio tempo.
Nella primavera del 1949, dopo la caduta di Nanchino, l'unità di Chen conquistò Zhejiang e combatté presso Hangzhou e Shanghai. Successivamente, Chen venne incaricato della difesa di queste zone, mentre i suoi subordinati Chen Geng e Yang Yong intrapresero una campagna meridionale contro le ultime forze del Kuomintang. Verso la fine della guerra civile, a Chen venne affidata la difesa di una regione orientale di capitale importanza.

### Nella repubblica popolare
All'indomani della fondazione della Repubblica Popolare Cinese, Chen venne nominato sindaco di Chongqing (Sichuan) e segretario del comitato locale del Partito Comunista Cinese. Era inoltre comandante delle unità dell'EPL nel Sichuan orientale e membro del Comitato Amministrativo Militare del Sud-ovest. Appena un anno dopo, nel 1950, gli fu affidato il comando dei Corpi d'Artiglieria e divenne presidente dell'Accademia d'Artiglieria dell'Esercito.
Nel 1955, Chen venne promosso a generale e l'anno successivo, emergendo dall'VIII Congresso, divenne membro supplente del Comitato centrale del Partito Comunista Cinese. Nel 1958, venne messo a capo delle fallite operazioni tese a riconquistare l'isola di Kinmen, tutt'oggi controllate dalla Cina nazionalista.
La sconfitta della fazione legata a Peng Dehuai nel 1959 portò, fra gli altri, alla caduta di un suo importante alleato, il generale Deng Hua; Chen Xilian venne quindi inviato a sostituirlo in Manciuria, dove rimase fino al 1973. Il suo vice fu ancora una volta Zeng Shaoshan, suo compagno d'armi dai tempi della guerra civile.

### La Rivoluzione Culturale e la caduta
Benché le sue funzioni fossero strettamente d'ambito militare, Chen si occupò anche della politica interna ed economica della regione cui era stato affidato. Nel 1963 venne nominato segretario dell'Ufficio Centrale di Partito del Nord-Est. Nel 1965 divenne anche membro del Consiglio di Sicurezza Nazionale, e lo rimase per dieci anni, finché il Consiglio non fu sciolto nel 1975.
Durante la Rivoluzione Culturale, Chen venne attaccato dalle Guardie Rosse per una sua presunta opposizione al maoismo. Tuttavia, preso Chen fece cambiare loro idea: il suo sostegno per i Comitati Rivoluzionari e la sua volontà di promuovere molti ufficiali che si erano dimostrati tenaci difensori del maoismo portò le Guardie Rosse a cambiare radicalmente opinione nei suoi confronti. Nel 1967, egli criticò inoltre Song Renqiong (membro dell'Ufficio Politico e suo collega nell'Ufficio Centrale del Nord-Est), accusandolo di collaborare con Liu Shaoqi.
La popolarità di Chen ebbe un incremento decisivo al IX Congresso del PCC (1969), che lo elesse membro dell'Ufficio Politico. Fra il 1971 e il 1974, fu anche segretario del Comitato Provinciale del Liaoning.
Nel 1971, Chen fu tra i primissimi ufficiali militari a denunciare il complotto di Lin Biao: in novembre, il Comitato Provinciale del Liaoning lanciò un attacco contro di lui dalle pagine del giornale teorico Hongqi ("bandiera rossa").
Rieletto nell'Ufficio Politico nel 1973, nel gennaio 1974 lasciò i suoi incarichi militari e di Partito nella Cina settentrionale, venendo trasferito a capo della Regione Militare di Pechino. Nella metà degli anni settanta venne inoltre nominato vice-primo ministro.
Nel 1976, dopo la morte di Zhou Enlai e l'epurazione di Deng Xiaoping, Chen fu brevemente ministro della Difesa facente funzioni, carica dalla quale, secondo alcuni, avrebbe progettato l'arresto della "banda dei quattro" già nel settembre dello stesso anno. Altri danno tutta la responsabilità a Wang Dongxing, stretto alleato di Hua Guofeng che progettò la cacciata del gruppo di Jiang Qing.
A seguito del ritorno al potere di Deng Xiaoping nel 1978, il generale Chen venne preso di mira dai suoi sostenitori come uno dei maggiori collaboratori di Mao Zedong durante la Rivoluzione Culturale. La riabilitazione di avversari di Chen quali Peng Dehuai e Song Renqiong nel 1979 provocarono il rapido declino del generale. Nel febbraio 1980, egli venne sollevato da tutte le sue funzioni ed escluso dalla vita politica cinese. Egli e le altre tre persone che vennero purgate con lui — Wu De, Ji Dengkui e Wang Dongxing — furono chiamati la "piccola banda dei quattro".
Morì a Pechino nel 1999.